# 社会的制裁
社会的制裁（しゃかいてきせいさい）とは、法によらない制裁行為であり、規範から逸脱した者に対する心理的・物理的な圧力をいう。学術上、社会的制裁は刑事政策学等の分野で研究の蓄積がある。また社会学や政治学では逸脱行動と関連して概念の整理がなされている。
例としては共同体のルールに基づく「村八分」があるが、これは「共同絶交」に該当しそれによって特定の人物に損害を与えた場合は民事訴訟において「共同不法行為」と見なされることもある。
社会的制裁以外の制裁には、人間が生物として環境や生理的原因で受ける「自然的制裁」、法律に定められた「政治的制裁」、宗教に基づいて人の内面に生じる「宗教的制裁」がある。

## 企業に対する社会的制裁
消費財を販売する企業による偽装表示事件などでは、消費者がその企業の製品を買うのを取り止める（不買）ことにより企業に社会的制裁を加えることができるが、公共交通機関や電力会社など公共財を提供する企業の不祥事に対しては、消費者にとって乗り換える先がなく、同様の制裁は成立しにくい。ただし、公害など生活に直結する社会問題の場合、不買は成立しなくとも、マスコミによる非難を受け企業トップが辞任に追い込まれるという形で制裁が行われる場合がある。

## 犯罪者に対する社会的制裁
犯罪被疑者やその家族に対し、マスコミ、インターネット、地域社会等において非難が集中し、厳罰化を求める世論が高まることもある。しかし、社会的制裁は酌量の理由になって起訴猶予（不起訴＝刑事罰を科さない）や減軽になる場合もあり、一時的な世間の処罰感情を満たすだけで本質的な解決にはならないという指摘もある。
犯罪を犯したとされる人間が所属している組織（官公庁、企業、学校など）が有罪判決の確定以前に懲戒解雇・諭旨解雇、退学・放校などの処分を下すことがある。
日本の裁判所が、社会的制裁を受けた（社会によって処罰された）ことを量刑の減軽事由にすることがある。一例としては、兵庫県議会議員が政務活動費についての虚偽報告書を作成し行使したことによって罪に問われた裁判で、神戸地裁は事件がマスコミに大きく取り上げられる状況が続いたことで被告人は社会的制裁を受けたと認めた。

## 行政機関による社会的制裁
日本の行政機関による社会的制裁として、障害者の雇用の促進等に関する法律47条や新型インフルエンザ等対策特別措置法45条4項に規定されているように行政指導などの不服従の事実の公表や、小田原市（神奈川県）市税の滞納に対する特別措置に関する条例第6条第2項に規定されているように法令や行政処分に違反した事実の公表がされることがある。このような公表は、情報公開を目的としているような情報提供としての公表と区別するために、制裁的公表と呼ばれることがある。

## 民法上の加害者に対する社会的制裁
不法行為を行った者に対して社会的制裁を加える目的で、職場や家族や友人などといった関係各所に事実を伝達したり、SNSなどを使って不特定多数に向けて事実を公表し、仕事や社会的地位を失わせる方法がある。しかし、こうした制裁は名誉毀損といった違法行為になる可能性がある。
不法行為がなくとも、迷惑行為を被ったり集団内のルールが破られるなどで生じた個人的な恨みによって同様の社会的制裁が行われることがある。

## 関連文献・参考文献
- 浅野健一『犯罪報道の犯罪』[要文献特定詳細情報]
- 天本哲史『行政による制裁的公表の法理論』日本評論社、2019年。ISBN 978-4-535-52446-0。
- 天本哲史「行政による制裁的公表の法的問題に関する一考察」『東海法学』第40巻、2008年、75-114頁、NAID 40016343243。